# Margarete von Wrangell
Margarethe Mathilde von Wrangell, después de 1928 la Princesa Andronikow, de soltera Baronesa von Wrangell (Moscú, 7 de enero de 1877 - Hohenheim, 21 de marzo de 1932), fue una agrónoma alemana del Báltico y la primera mujer profesora titular en una universidad alemana.

## Trayectoria
Originaria de la antigua casa noble báltica alemana de Wrangel, pasó su infancia en Moscú, Ufá y Reval (hoy Tallin) y asistió a una escuela para niñas alemanas de esta última ciudad. Después de aprobar con honores el examen de aptitud para la docencia en 1894, impartió clases particulares de ciencias durante varios años. También se ocupó de pintar y escribir cuentos. Cuando asistió a un curso de botánica en la Universidad de Greifswald en 1903 produjo un punto de inflexión en su vida. A partir de la primavera de 1904, estudió Ciencias Naturales en Leipzig y Tubinga y, en 1909, obtuvo su doctorado en química en la Universidad de Tubinga summa cum laude. El tema de su tesis doctoral fue "Isomerismo del éster de ácido formil-glutacónico y sus derivados de bromo".
A esto le siguieron años de estudios científicos y viajes. En 1909, trabajó como asistente en la Estación Experimental Agrícola de Dorpat. En 1910, participó en el trabajo del químico William Ramsay en Londres en el campo de la radiación. Al año siguiente, se convirtió en asistente en el Instituto de Química Inorgánica y Física de Estrasburgo y, en 1912, trabajó durante varios meses con la física y química Marie Curie en París. A finales de este año, fue nombrada jefa de la Estación Experimental Agrícola de Estonia de la Asociación Agrícola de Reval. Su principal tarea era supervisar las semillas, los piensos y los fertilizantes. En el curso de la Revolución Rusa de Octubre, su instituto fue cerrado y ella arrestada, aunque logró huir a Alemania en 1918.
Fuera de los círculos profesionales, la vida y obra científica de von Wrangell fue conocida sobre todo por su biografía, publicada después de su muerte y titulada Margarethe von Wrangell. La vida de una mujer de 1876 a 1932. De diarios, cartas y recuerdos representados por el Príncipe Vladimir Andronikov. El libro fue publicado por primera vez en 1935 y pasó por varias ediciones. En la República Federal de Alemania, von Wrangell fue la primera "redescubierta" por las feministas. Su extraordinaria vida la ha convertido en una figura central de los estudios modernos sobre la mujer y el género. Desde 1970, numerosas publicaciones han examinado aspectos de su vida y su entorno social. Dentro de la investigación de género en la historia agrícola, hace tiempo que ha sido clasificada como una de las pioneras destacadas de la agricultura.

## Investigación
A partir del verano de 1918, von Wrangell trabajó en la Estación de Investigación Agrícola de Hohenheim, y desde 1920 como jefa de departamento. Sus primeros experimentos científicos se centraron en el comportamiento del fósforo en el suelo. En 1920, completó su habilitación en la Universidad Agrícola de Hohenheim con una tesis sobre la absorción de ácido fosfórico y las reacciones del suelo. En 1923, fue nombrada profesora titular de Nutrición Vegetal en Hohenheim. Con el apoyo financiero del gobierno, se le otorgó su propio Instituto de Nutrición Vegetal, dotado de laboratorios y un campo experimental, que dirigió hasta su muerte en 1932.

## Reconocimientos
Dos organismos de financiación del gobierno fueron nombrados en su honor: En 1992, el gobierno de Renania del Norte-Westfalia creó la Fundación Margarethe von Wrangell, que promueve la colaboración entre las universidades y el sector de las PYME; y en 1997, el Ministerio de Ciencia de Baden-Wurtemberg puso en marcha el Programa de Habilitación para Mujeres Margarete von Wrangell, que promueve la habilitación de mujeres científicas cualificadas.

## Publicaciones (selección)
- Phosphorsäureaufnahme und Bodenreaktion. Verlagsbuchhandlung Paul Parey Berlin 1920. Habilitationsschrift Landwirtschaftliche Hochschule zu Hohenheim 1920.
- Gesetzmäßigkeiten bei der Phosphorsäureernährung der Pflanze. Verlagsbuchhandlung Paul Parey Berlin 1922.
- (Ed.) Die Düngerlehre. Von D. N. Prjanischnikow. Professor an der Landwirtschaftlichen Hochschule in Moskau. Nach der fünften russischen Auflage herausgegeben von M. von Wrangell. Verlagsbuchhandlung Paul Parey Berlin 1923.
- "Ernährung und Düngung der Pflanzen. In: Handbuch der Landwirtschaft. Herausgegeben von F. Aereboe, J. Hansen und Th. Roemer. Verlagsbuchhandlung Paul Parey Berlin 1929. Volume 2, pp. 295–396.